# Vantablack

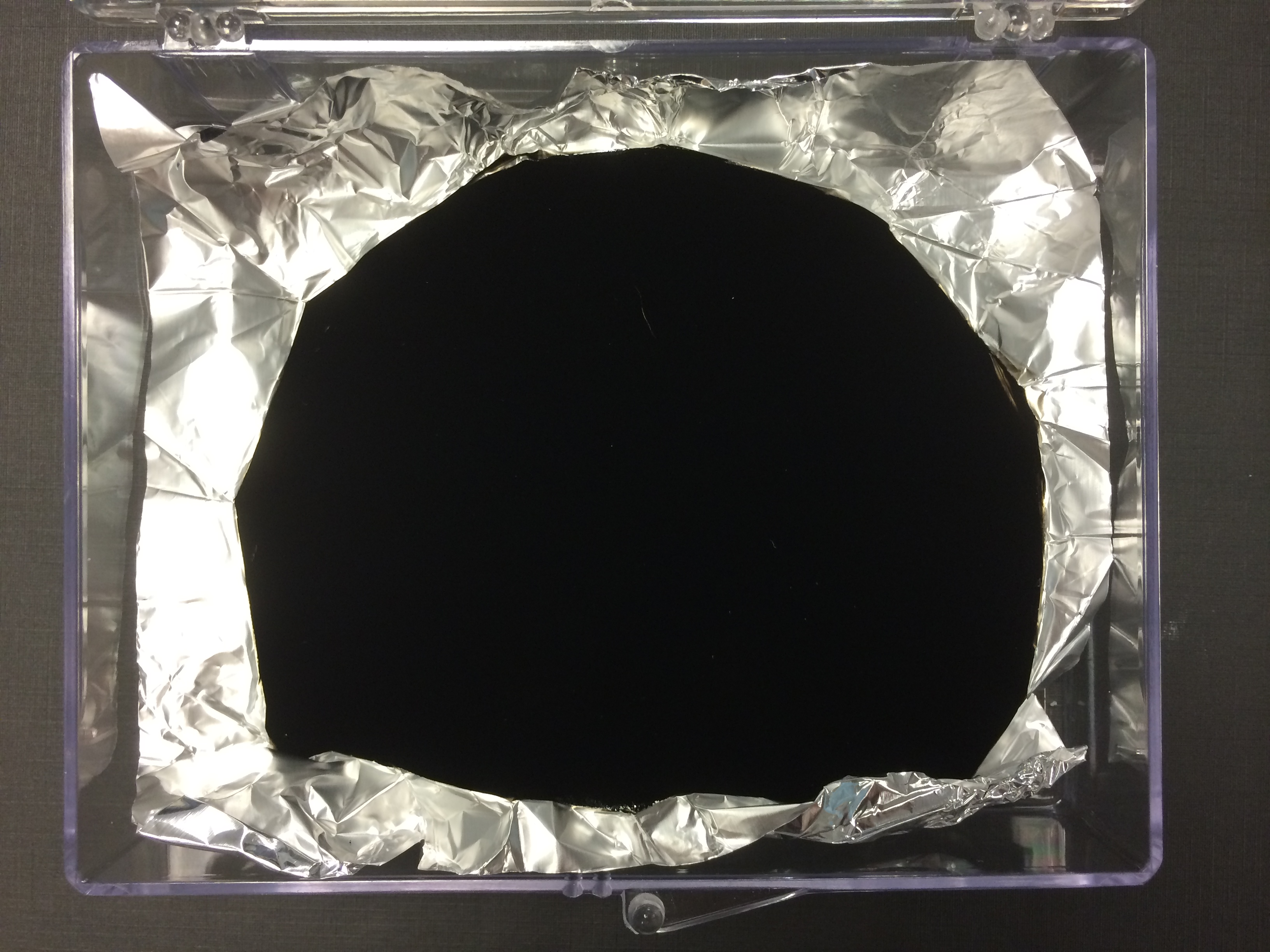
Vantablack auf Alufolie

Vantablack ist eine Substanz aus gerichteten Kohlenstoffnanoröhren, die extrem wenig einfallendes Licht reflektiert und dadurch tiefschwarz ist. Es galt als „das schwärzeste Schwarz der Welt“ und wurde 2014 in Großbritannien von der Firma Surrey NanoSystems für Anwendungen im Bereich der Messtechnik und unter anderem für die Raumfahrt und das Militärwesen entwickelt. Den Weltrekord als „dunkelste menschengemachte Substanz“ hielt Vantablack bis Oktober 2015 und wurde dann von dem Material Dark Chamaleon Dimers übertroffen. Der Name setzt sich zusammen aus Vanta (Vertically Aligned Nano Tube Array, deutsch senkrecht angeordnetes Nanoröhren-Raster) und black für ‚schwarz‘. Seit der Vorstellung von Vantablack wurden diverse weitere Materialien entwickelt, die den Anspruch erhoben, annähernd so dunkel oder gar noch dunkler zu sein. 2020 brachte die japanische Firma KOYO mit Musou Black eine Farbe auf den Markt, die 99,4 % des einfallenden Lichts absorbieren und somit jedes Objekt für das menschliche Auge in einen Schatten verwandeln soll.

## Struktur

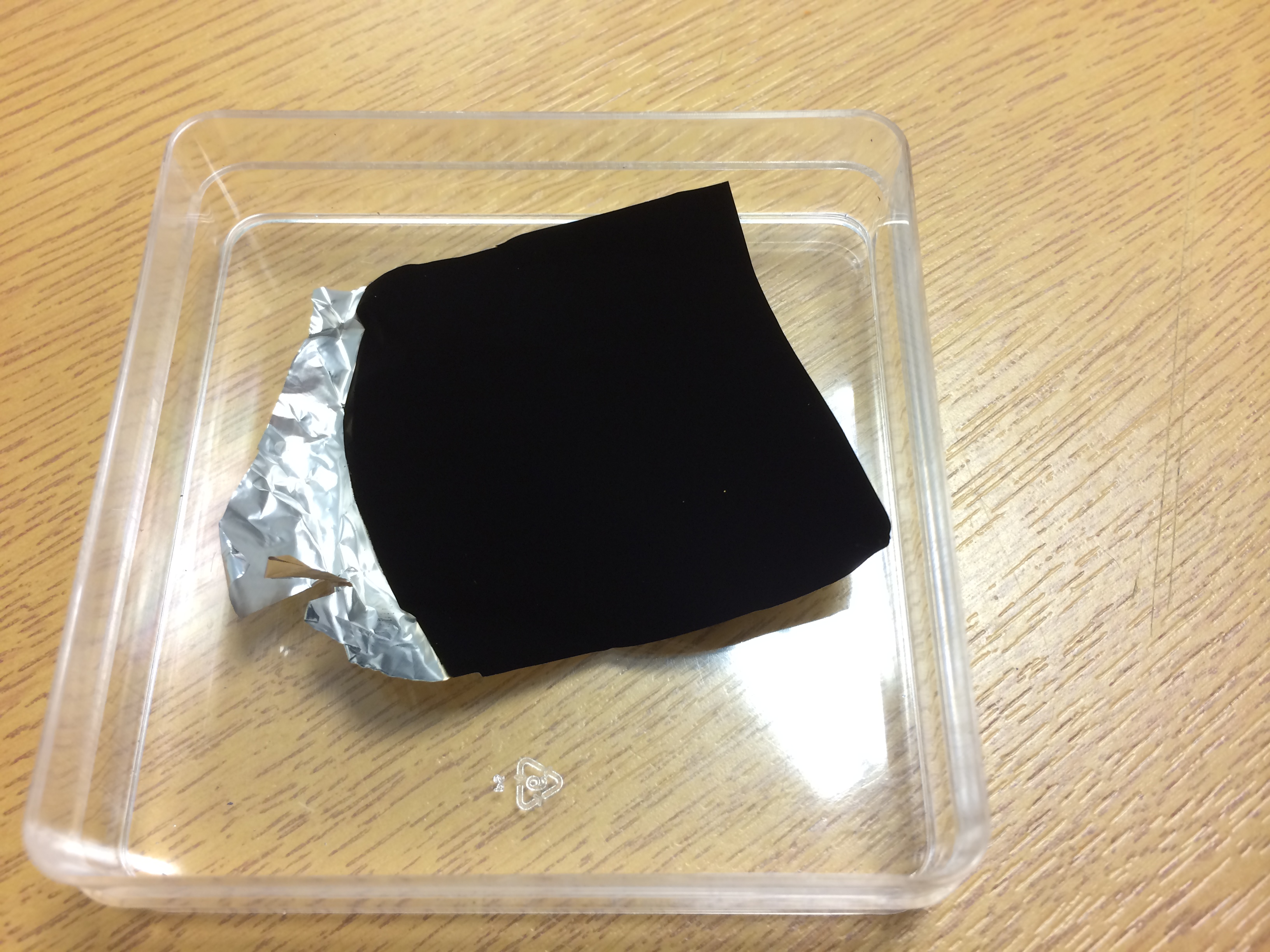
„gewachsenes“ Vantablack, aufgebracht auf Aluminiumfolie

Jedes Röhrchen hat einen Durchmesser von 20 Nanometern und eine Länge von 14 bis 50 Mikrometern. Auf einer Oberfläche von 1 cm² befinden sich eine Milliarde gerichtete Kohlenstoffnanoröhren. Durch diese Struktur nimmt das Material bis zu 99,965 Prozent der einfallenden Strahlung auf. Einfallendes Licht wird in die Struktur geleitet, in Wärme umgewandelt und so gut wie nicht reflektiert. Wird eine Oberfläche mit Vantablack behandelt, verliert diese für das menschliche Auge ihre Struktur, und es entsteht die Empfindung, dass man in ein Loch bzw. ins Nichts schaut. Die Oberfläche wirkt zweidimensional. Vantablack kann man somit nicht sehen.
Die Kohlenstoffnanoröhren wachsen epitaktisch bei Temperaturen ab 430 Grad Celsius und können so auch auf Materialien wie Aluminium aufgebracht werden.
Im März 2016 gab Surrey NanoSystems bekannt, dass es eine Weiterentwicklung von Vantablack gebe. Vantablack 2.0 wurde nach Verbesserungen bei einem Versuch zufällig entwickelt und weist eine noch schwärzere Oberfläche auf. Auch diese Version soll für wissenschaftliche Zwecke wie Teleskope, Infrarotscanner und Kameras, aber auch für die Raumfahrt und das Militär eingesetzt werden.

## Vantablack in der Kunst

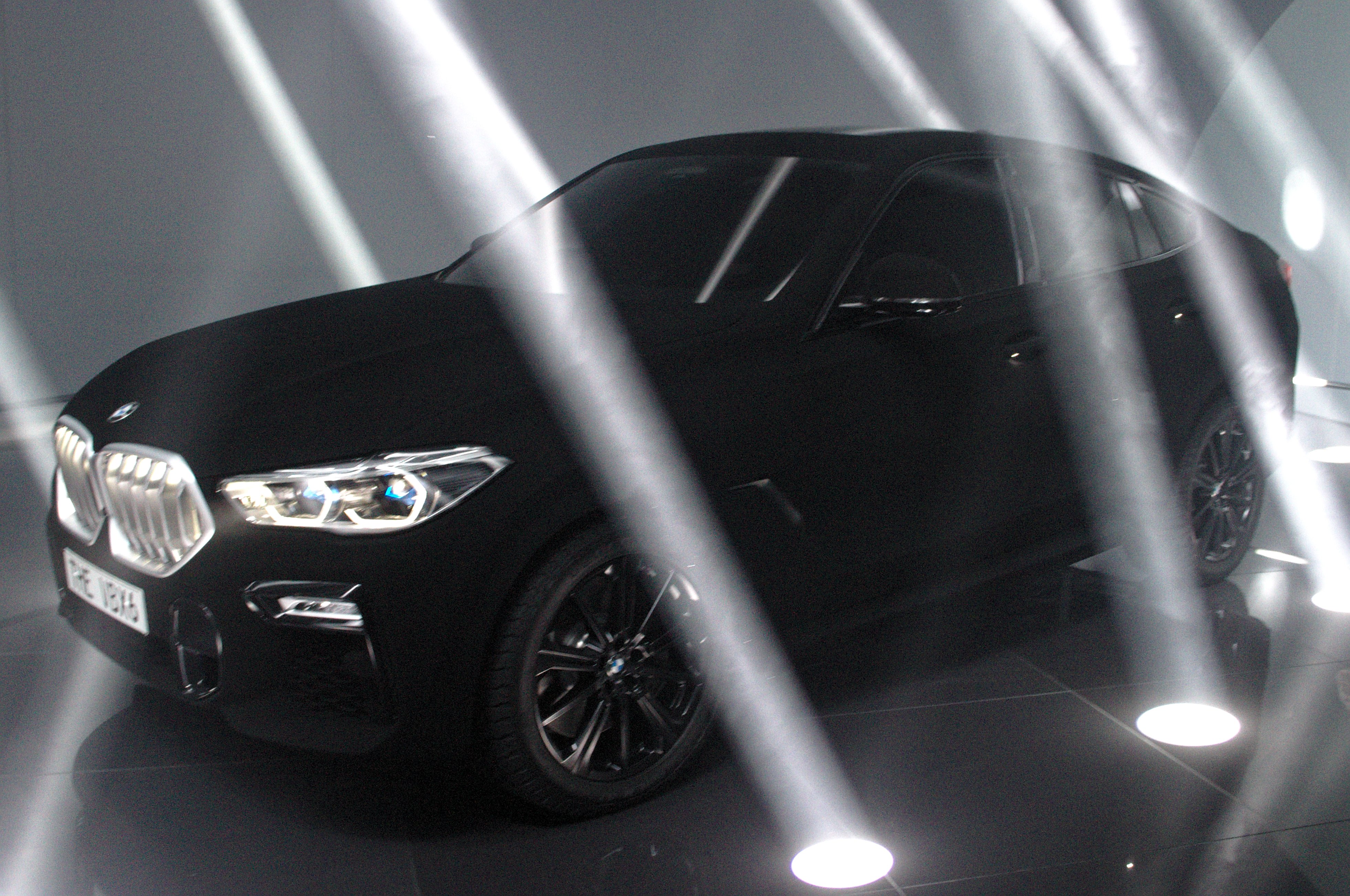
BMW X6 „Vantablack“ auf der IAA 2019

Der Künstler Anish Kapoor erklärte im Sommer 2014, dass er mit Vantablack arbeiten wolle. Inzwischen hat er sich für einen sehr hohen Preis die exklusiven Nutzungsrechte an der Verwendung im Bereich Kunst gesichert. Kapoor war schon immer von tiefen, dunklen und satten Farben fasziniert. Zuletzt hatte Yves Klein 1960 das Farbrezept für die selbst entwickelte Farbe International Klein Blue patentieren lassen. Im Gegensatz dazu sicherte sich Kapoor nicht das Patent einer Rezeptur, sondern das exklusive künstlerische Nutzungsrecht der Farbe an sich. Die Erteilung eines exklusiven Nutzungsrechtes einer Farbe an einen Künstler ist höchst umstritten, zumal in diesem Fall ein Künstler die Farbe gar nicht selbst entwickelt hat, sondern sich lediglich mit Hilfe seines Vermögens (über 130 Millionen Pfund) die Rechte daran zu einem nicht veröffentlichten Preis sicherte. Kritik kam von anderen Künstlern wie Christian Furr oder Stuart Semple, die ebenfalls gerne mit Vantablack arbeiten würden. Im August 2018 sprang ein Besucher im Museum Serralves in Porto – trotz Warnhinweisen – in ein zweieinhalb Meter tiefes Loch, das der Künstler Anish Kapoor installiert und mit der Farbe Vantablack hatte beschichten lassen, wodurch es wie eine (begehbare) Fläche aussah.
Speziell für die Anwendung auf komplexen Formen – und damit auch besser für die Anwendung in der Kunst geeignet als das ursprüngliche Vantablack – entwickelte Surrey NanoSystems Vantablack S-VIS. Diese Beschichtung besteht aus kurzen Nanoröhren, die aufgesprüht und chemisch aneinander gebunden werden. Vantablack S-VIS reflektiert etwas mehr Licht als das originale Vantablack, was sich mit dem bloßen Auge jedoch kaum unterscheiden lässt. Die Struktur jedoch ist für dreidimensionale Objekte besser geeignet. Eine für einen BBC-One-Film mit Vantablack beschichtete Bronzebüste war bis Juni 2016 im Londoner Science Museum ausgestellt.

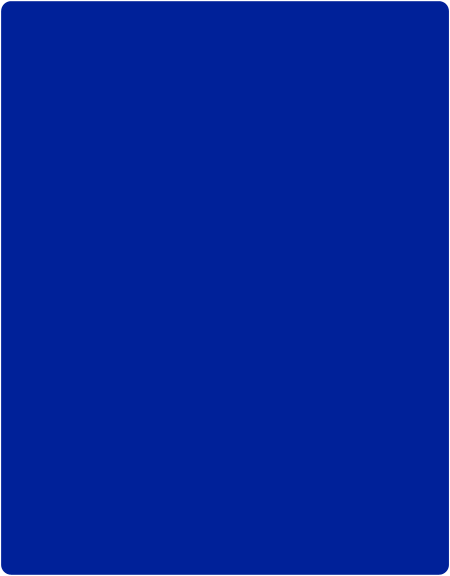
Yves Klein, IKB 191 – International Klein Blue

Im Dezember 2018 veröffentlichte der Berliner Rapper und Lyriker Schwartz einen Gedichtband mit dem Titel Vantablack, in welchem das künstliche Schwarz für das Verdrängte im Unbewussten steht.
Auf der Internationalen Automobil-Ausstellung im September 2019 präsentierte der Automobilhersteller BMW den X6 mit einer Vantablack-VBx2-Lackierung. Das Modell soll ein Einzelstück bleiben.